# Mont Fourcat
Le mont Fourcat (2 001 m) est un sommet des Pyrénées françaises, situé dans l'Ariège. Il est l'un des principaux sommets du massif de Tabe, dans la partie orientale du département.

## Géographie

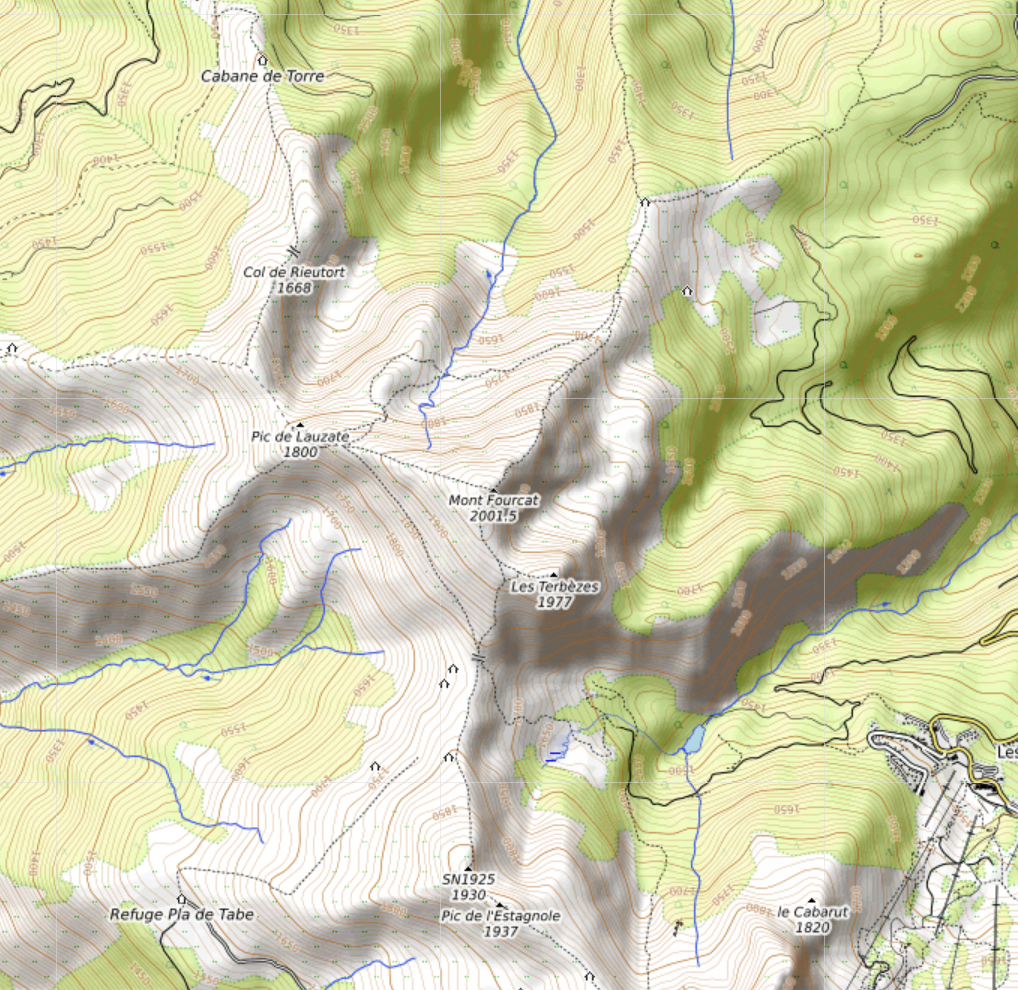
Carte topographique.

Administrativement, le sommet se trouve à la limite des territoires communaux de Cazenave-Serres-et-Allens, Freychenet et de Montferrier.

### Topographie

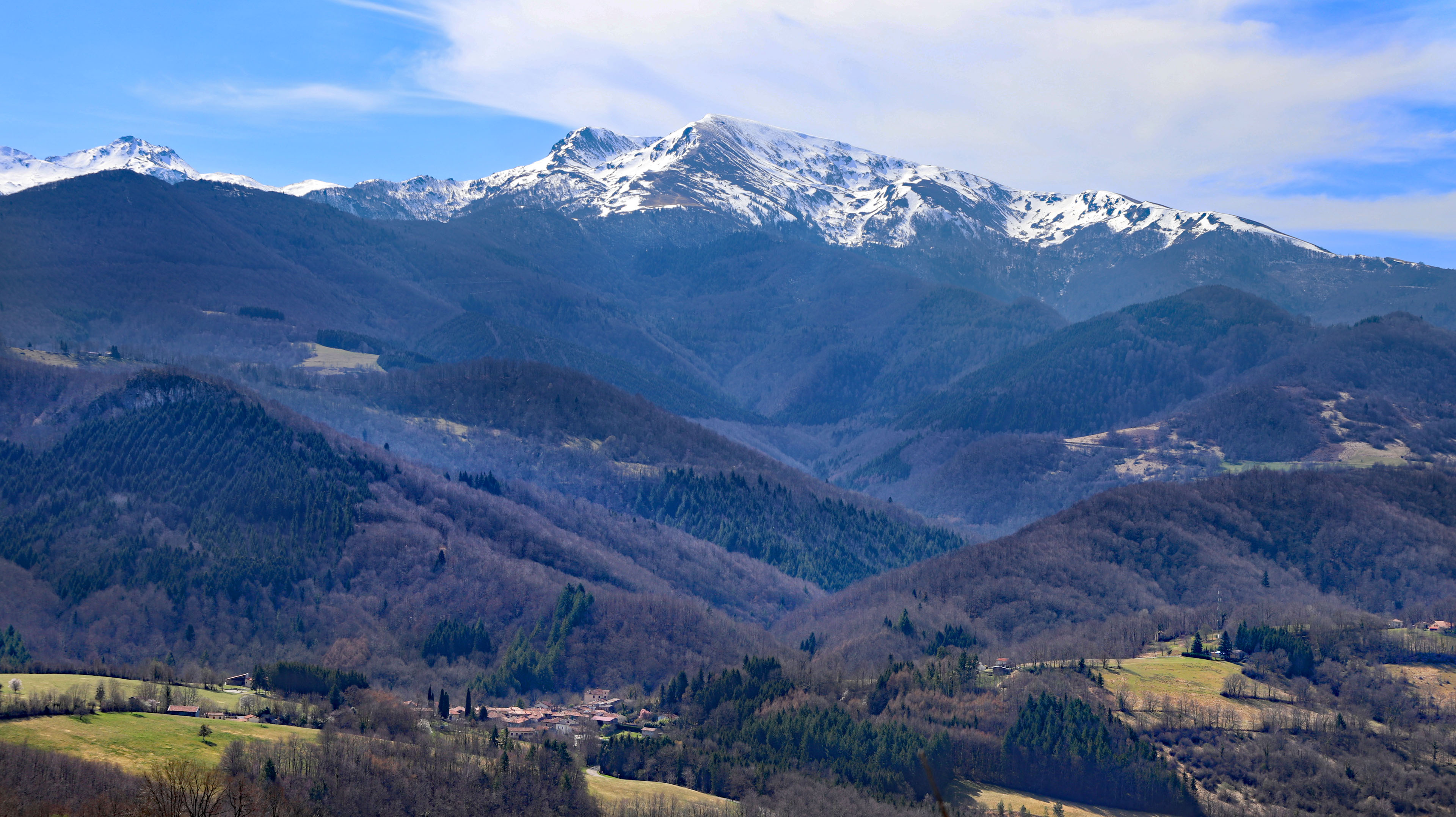
Vue du mont Fourcat et du village de Nalzen depuis le nord.

Le mont Fourcat est le premier haut sommet de la crête principale du massif de Tabe, en venant de l'ouest, le premier à dépasser les 2 000 m. Sa silhouette massive se détache par sa forme originale, en cirque ouvert sur l'est, très évasée au-dessus de la vallée de l'Ariège à l'ouest, et par son relatif isolement, à plus de 3 km au nord-ouest du plus proche des autres « 2 000 » du massif, le pic du Han (2 074 m).